# USS O'Reilly (DE-330)
USS O'Reilly (DE-330) là một tàu hộ tống khu trục lớp Edsall từng phục vụ cùng Hải quân Hoa Kỳ trong Chiến tranh Thế giới thứ hai. Nó là chiếc tàu chiến duy nhất của Hải quân Hoa Kỳ được đặt cái tên này, theo tên Đại úy Hải quân Edward Joseph O'Reilly (1909-1942), bác sĩ trợ lý nha khoa từng phục vụ trên tàu tuần dương hạng nặng Astoria (CA-34) và đã tử trận ngày 9 tháng 8, 1942 trong Trận chiến đảo Savo. Nó đã phục vụ cho đến khi chiến tranh kết thúc, xuất biên chế năm 1946, rồi cuối cùng bị bán để tháo dỡ vào năm 1972.

## Thiết kế và chế tạo
Lớp Edsall có thiết kế hầu như tương tự với lớp Cannon dẫn trước; khác biệt chủ yếu là ở hệ thống động lực Kiểu FMR do được trang bị động cơ diesel Fairbanks-Morse dẫn động qua hộp số giảm tốc đến trục chân vịt. Đây là cấu hình động cơ được áp dụng rộng rãi trên tàu ngầm, được chứng tỏ là có độ tin cậy cao hơn so với lớp Cannon.
Vũ khí trang bị bao gồm ba pháo 3 in (76 mm)/50 cal trên tháp pháo nòng đơn có thể đối hạm hoặc phòng không, một khẩu đội pháo phòng không Bofors 40 mm nòng đôi và tám pháo phòng không Oerlikon 20 mm. Vũ khí chống ngầm bao gồm một dàn súng cối chống tàu ngầm Hedgehog Mk. 10 (có 24 nòng và mang theo 144 quả đạn); hai đường ray Mk. 9 và tám máy phóng K3 Mk. 6 để thả mìn sâu. Con tàu vẫn giữ lại ba ống phóng ngư lôi Mark 15 21 inch (533 mm), và được trang bị radar SC dò tìm không trung và mặt biển. Thủy thủ đoàn đầy đủ bao gồm 186 sĩ quan và thủy thủ.
O'Reilly được đặt lườn tại xưởng tàu của hãng Consolidated Steel Corporation ở Orange, Texas vào ngày 29 tháng 7, 1943. Nó được hạ thủy vào ngày 14 tháng 11, 1943, được đỡ đầu bởi bà Bride O'Reilly, mẹ của Đại úy O'Reilly, và nhập biên chế cùng Hải quân Hoa Kỳ vào ngày 28 tháng 12, 1943 dưới quyền chỉ huy của Hạm trưởng, Thiếu tá Hải quân William Camp Fitzhuge Robards.

## Lịch sử hoạt động
Sau khi được trang bị hoàn thiện tại Orange, Texas và Galveston, Texas, O'Reilly lên đường vào ngày 18 tháng 1, 1944 cho chuyến đi chạy thử máy huấn luyện tại vùng biển Bermuda. Con tàu sau đó được đại tu sau chạy thử máy tại Charleston, South Carolina trước khi lên đường đi vịnh Guantánamo, Cuba, Aruba và Curaçao. Nó gia nhập một đoàn tàu vận tải tại Curaçao vào ngày 9 tháng 3, và hộ tống chúng vượt Đại Tây Dương sang Gibraltar và nhiều cảng Bắc Phi khác, đi đến Algiers vào ngày 25 tháng 3. Trong những tháng tiếp theo con tàu còn thực hiện thêm hai chuyến hộ tống vận tải xuất phát từ khu vực Tây Ấn và một chuyến từ New York, trước khi được sửa chữa và bảo trì tại Xưởng hải quân New York vào đầu tháng 9.
Sau đó O'Reilly chuyển sang phục vụ hộ tống vận tải trên tuyến đường băng qua vùng biển Bắc Đại Tây Dương để đi sang các cảng Anh Quốc, khởi hành cho chuyến đi đầu tiên trong số năm chuyến vào ngày 20 tháng 9. Trong chuyến đi thứ hai hướng đến Plymouth vào ngày 18 tháng 11, nó đã tấn công một tàu ngầm U-boat Đức nhưng không rõ kết quả.
Khi chiến tranh kết thúc tại Châu Âu, O'Reilly chuẩn bị để được điều động sang khu vực Mặt trận Thái Bình Dương. Nó khởi hành từ New York vào ngày 24 tháng 5, băng qua kênh đào Panama vào ngày 8 tháng 6, và có chặng dừng tại San Diego, California trước khi hướng đến Trân Châu Cảng. Nó huấn luyện ôn tập tại vùng biển Hawaii trước khi lên đường hướng sang vịnh Leyte, Philippines vào ngày 1 tháng 8, với một chặng dừng tại Eniwetok. Sau khi Nhật Bản chấp nhận đầu hàng vào ngày 15 tháng 8, giúp chấm dứt vĩnh viễn cuộc xung đột, con tàu tiếp tục làm nhiệm vụ chiếm đóng tại Okinawa, Thượng Hải và Đài Loan.
Đang khi tiến vào vịnh Buckner, Okinawa vào ngày 23 tháng 10, O'Reilly va chạm với một rạn san hô ngầm và bị hư hại một trục chân vịt. Nó ở lại đây để sửa chữa cho đến ngày 2 tháng 12, khi nó lên đường để quay trở về Los Angeles, California đến nơi vào ngày 22 tháng 12. Con tàu lại khởi hành đi New York vào ngày 16 tháng 1, 1946, nơi nó được đại tu để chuẩn bị ngừng hoạt động. Con tàu được cho xuất biên chế tại Green Cove Springs, Florida vào ngày 15 tháng 6, 1946, và được đưa về Hạm đội Dự bị Đại Tây Dương, neo đậu cùng Đội Florida. Nó được chuyển đến Đội Texas tại Orange, Texas vào năm 1961, nhưng tiếp tục bị bỏ không trong thành phần dự bị cho đến khi được rút tên khỏi danh sách Đăng bạ Hải quân vào ngày 15 tháng 1, 1971. Con tàu bị bán để tháo dỡ vào ngày 10 tháng 4, 1972.

## Phần thưởng
Nguồn: Navsource Naval History
|  |  |  |
|  |  |  |

| Huân chương Chiến dịch Hoa Kỳ                 |                                                    |                                      |
| Huân chương Chiến dịch Châu Á-Thái Bình Dương | Huân chương Chiến dịch Châu Âu-Châu Phi-Trung Đông | Huân chương Chiến thắng Thế Chiến II |